# Adhara

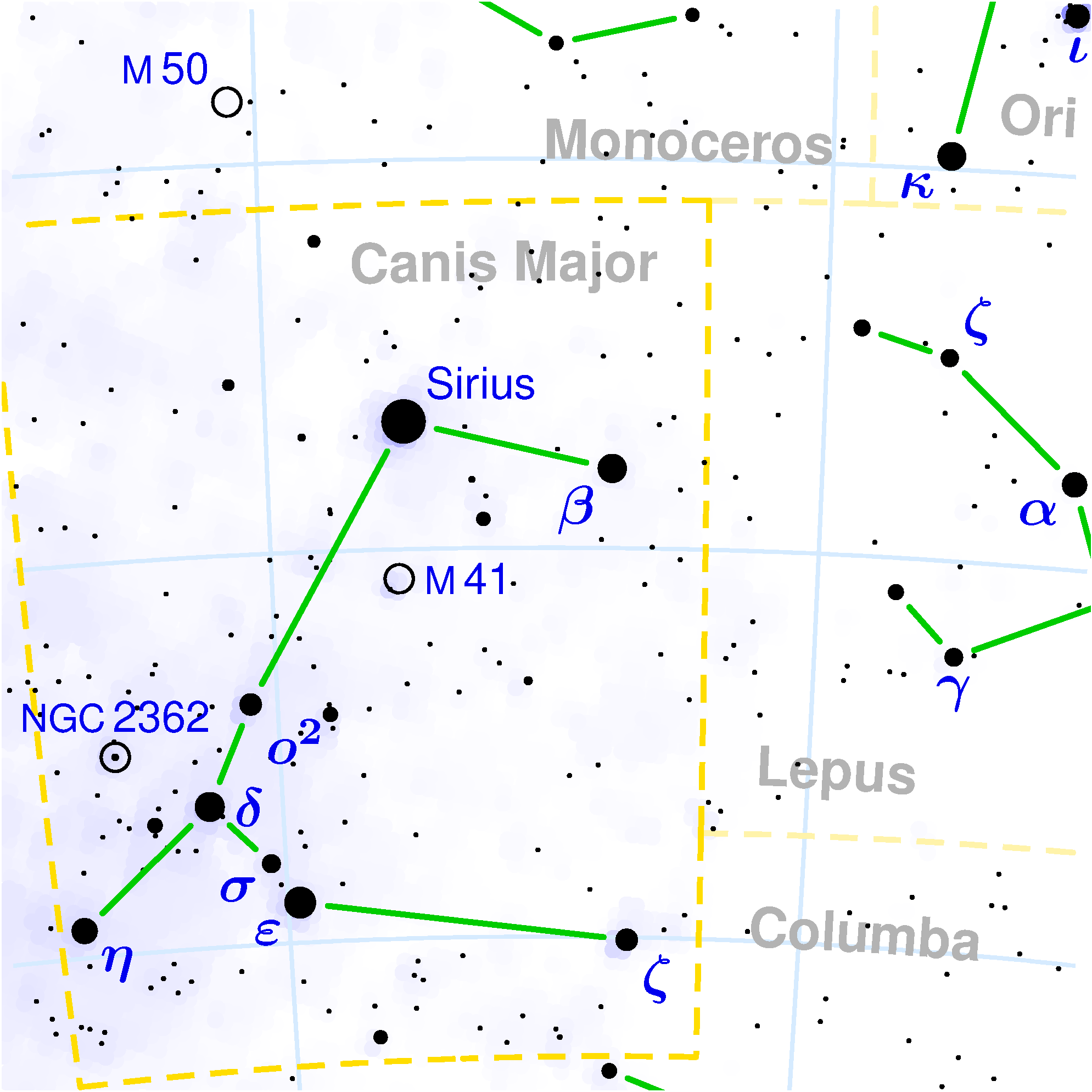
Adhara (ε), en la constelación de Can mayor

Adhara (Épsilon Canis Majoris / ε CMa / 21 Canis Majoris) es un sistema estelar binario y la segunda estrella más brillante de la constelación de Canis Maior. Su nombre es una denominación de Bayer que se latinizó a partir de ε Canis Majoris, y se abrevió Epsilon CMa o ε CMa. Es la 22.ª estrella más brillante del cielo nocturno, con una magnitud aparente de 1.50. Hace unos 4.7 millones de años, era la estrella nocturna más brillante, con una magnitud aparente de −3.99. Según las mediciones de paralaje obtenidas durante la misión Hipparcos, se encuentra a unos 430 años luz de distancia del Sol.
Los dos componentes se designan ε Canis Majoris A —oficialmente llamado Adhara  /ə'dɛərə/ por la UAI— y ε Canis Majoris B.

## Nombre
El nombre tradicional de Adhara (que es el nombre oficial reconocido por la UAI y que a veces se ve escrito como Adara o Adharaz) proviene de la palabra árabe عذارى /aðāra’/ (‘vírgenes’). Su principal significado es «flor de azahar», de ahí su derivación a «vírgenes» por ser la flor representante de la pureza.
La estrella es conocida en China como 弧矢七 (‘la séptima estrella del arco y la flecha’).

## Características físicas
Adhara es una estrella binaria distante 405 años luz del Sol. La estrella principal es una supergigante azul o gigante luminosa de tipo espectral B2Iab. Tiene una temperatura superficial de 21 900 K y posee una luminosidad (radiación total) equivalente a 22 300 veces la del Sol. Si estuviera a la misma distancia que Sirio (α Canis Majoris) tendría una magnitud aparente de −7 y se vería 7 veces más brillante que el planeta Venus. Esta estrella es también uno de los emisores conocidos de rayos ultravioleta más brillantes del cielo. La medida de su diámetro angular conduce a un radio de 10.4 veces el radio solar. Sus parámetros de luminosidad y temperatura permiten estimar su masa entre 11 y 12 veces la masa del Sol, lo que probablemente sea suficiente para que en el futuro explote como supernova.
La componente secundaria del sistema de Adhara, de octava o novena magnitud, probablemente es una estrella en el límite entre los tipos A y F. Visualmente se ubica a siete segundos de arco de ε Canis Majoris A, y la separación real con ella es de, al menos, 900 au, siendo su período orbital superior a los 7500 años. A pesar de la distancia angular relativamente amplia que las separa, las componentes sólo pueden ser resueltas mediante telescopio, ya que la estrella principal es unas 250 veces más brillante que su compañera.
Hace unos 4.7 millones de años, Adhara se encontraba a sólo 34 años luz del sistema solar, lo que la convertía en la estrella más brillante del cielo nocturno con una magnitud aparente de −3.99. Ninguna otra estrella ha sido tan brillante desde entonces, ni ninguna alcanzará de nuevo este brillo durante, al menos, los próximos cinco millones de años.